# Криминалистическая экспертиза

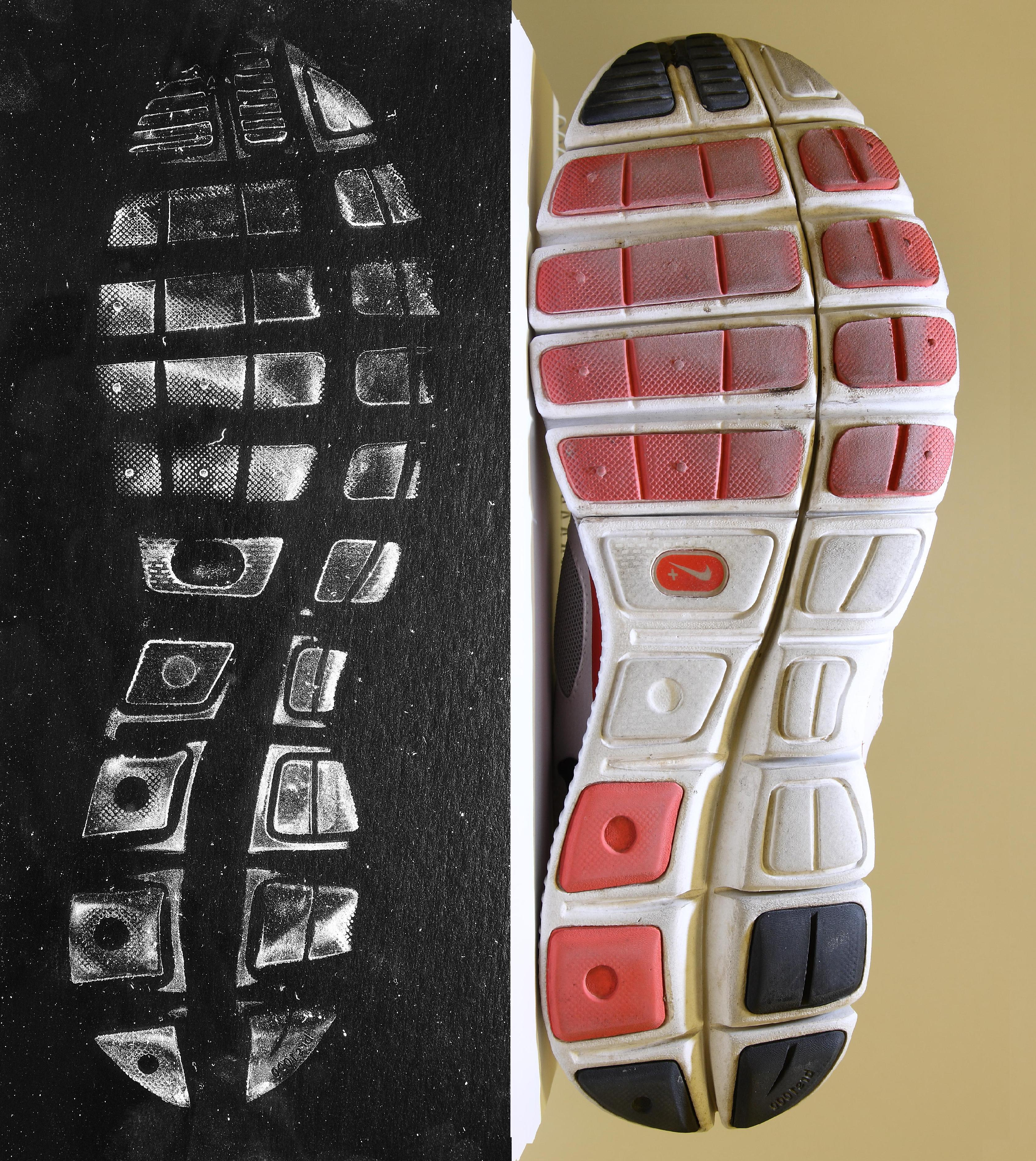

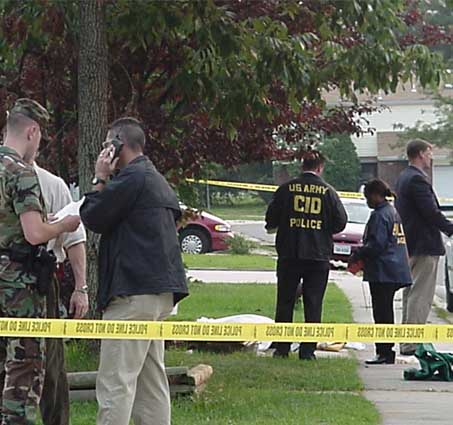

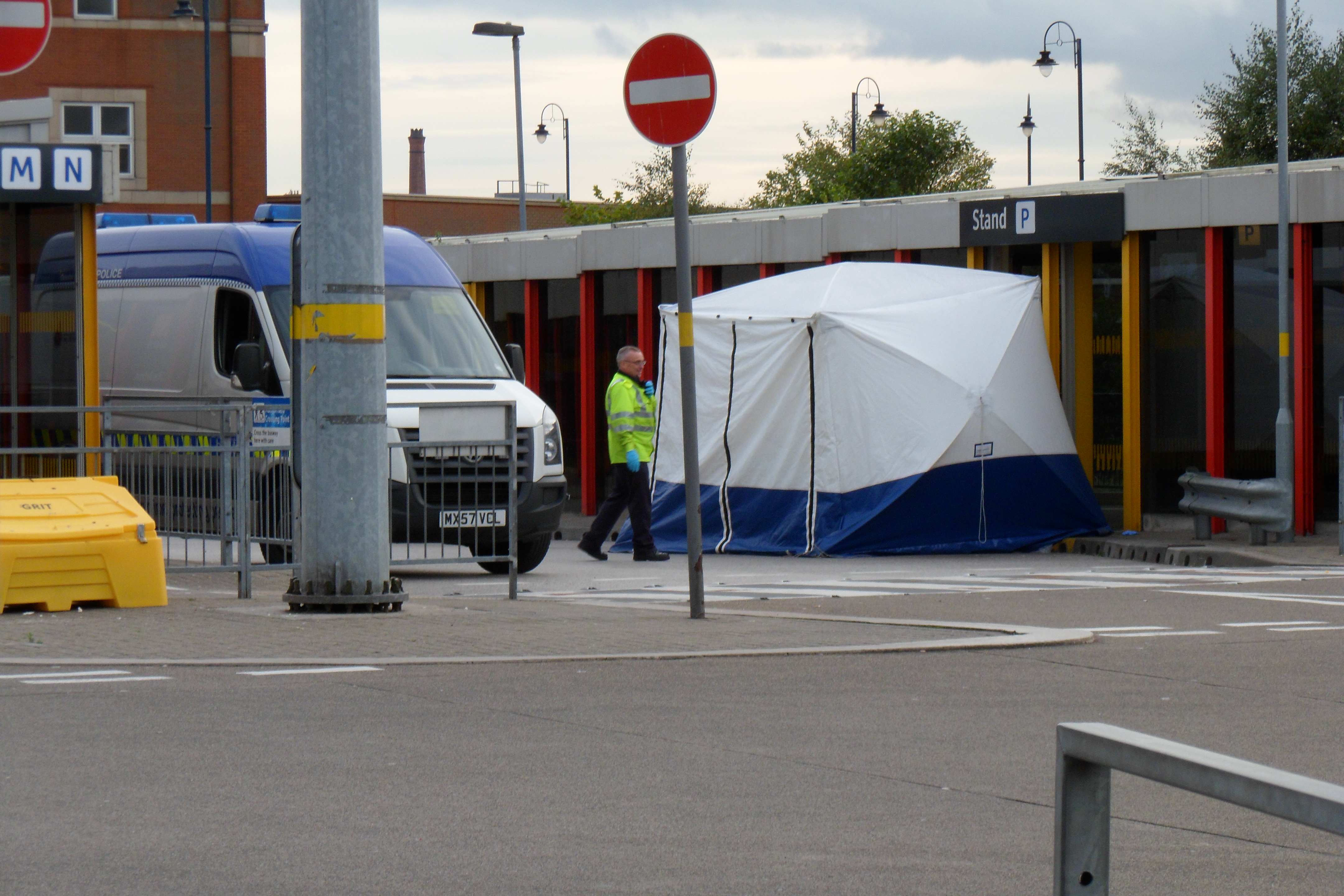

Криминалистическая экспертиза — вид судебной экспертизы, которая исследует следы — улики, оставляемые людьми и вещами для решения идентификационных (каким конкретным лицом или конкретным предметом оставлен следы), диагностических (установление безопасности или состояния объектов, которыми созданы следы) или ситуационных (установление условий образования следов) задач.
Криминалистические экспертизы проводятся в судебно-экспертных учреждениях. Их изучает судебная наука.
Целью криминалистической экспертизы является установление фактического состояния объекта; возможности проведения определённых действий; обстоятельств, при которых были проведены действия; невидимых следов зашифрованного содержания; групповой принадлежности объектов или их предназначение. Объектами экспертизы могут быть тексты документов и подписи на них, оттиски печатей и штампов, следы рук, ног, орудий взлома и инструментов, транспортных средств, оружие, боеприпасы и т. д.

## В древности
Первое письменное описание использования законов медицины и энтомологии для раскрытия уголовных дел относится к книге Си Юань Лу (в переводе «Прочь, несправедливость»), написанной в Китае Суном Ци (宋慈, 1186—1249) в 1248 году. Доктор Васутха Апте (Индия) рассказал в своей книге о более чем 130 методах расследования. В одном из рассказов Сун Ци дело об убийстве человека серпом было расследовано следователем, который поручил всем принести свой серп в одно место. Мухи, привлеченные запахом крови, в конце концов собрались на одном серпе. Из-за этого убийца признал свою вину. Самый ранний след применения научных методов для обнаружения преступника в истории относится ко времени Архимеда (212 г. до н. э.) и к Древней Греции, там установили удельный вес золотой короны и доказали, что она была поддельной.
На дальнейшее развитие экспертиз большое влияние оказывает открытие микроскопа.

## Виды
Основные виды криминалистической экспертизы такие:
- почерковедческая экспертиза;
- лингвистическая экспертиза речи;
- техническая экспертиза документов;
- экспертиза оружия, следов и обстоятельств его использования;
- трасологическая экспертиза;
- фототехническая, портретная экспертиза;
- голографическая экспертиза;
- экспертиза видео-, звукозаписи;
- взрывотехническая экспертиза;
- экспертиза материалов, вещей и изделий;
- биологическая экспертиза.

Авторы монографии «Тактика использования специальных знаний о судебной экспертизе в процессе расследования и раскрытия преступлений» выделяют следующие роды криминалистической экспертизы:
- судебно-автотовароведческая;
- судебно-баллистическая;
- судебно-портретная;
- судебно-скиберологическая (почерковедческая);
- судебно-техническая экспертиза документов;
- судебно-трасологическая;
- судебно-фототехническая;
- судебная экспертиза взрывных устройств, взрывчатых веществ и продуктов взрыва (выстрела)
- судебная экспертиза восстановления уничтоженных маркировочных знаков и улик;
- судебная экспертиза поддельных денег и ценных бумаг;
- судебная экспертиза холодного оружия;
- судебно-фоноскопическая.

Криминалистические экспертизы также подразделяются на традиционные, формирование которых относится к периоду возникновения и становления судебных экспертиз, и нетрадиционные, сформировавшиеся в последние десятилетия XX в., а также материаловедческие — разнообразные виды исследования материалов, веществ и изделий.
К традиционным экспертизам при этом относятся: почерковедческая; автотовароведческая; техническая экспертиза документов; трасологическая; баллистическая (огнестрельного оружия, боеприпасов, следов выстрела, а также холодного оружия); портретная; взрывотехническая.
К нетрадиционным экспертизам относятся: фототехническая; видеофонографическая; экспертиза восстановления уничтоженных маркировочных знаков.
К материаловедческим экспертизам относятся: экспертиза природных объектов; экспертиза лакокрасочных материалов и покрытий; экспертиза нефтепродуктов и горюче-смазочных веществ; экспертиза стекла; экспертиза металлов, сплавов и изделий из них (металлографическая) экспертиза полимерных материалов; экспертиза пластмасс, резины и изделий из них; экспертиза наркотических и психотропных веществ; экспертиза жидкостей, содержащих спирт; экспертиза парфюмерных и косметических средств; экспертиза наличия вредных веществ в окружающей среде.